# Terrorattentatet i Wien 2020
Terrorattentatet i Wien 2020 var ett islamistiskt terrordåd som utfördes den 2 november 2020 där en angripare dödade fyra personer, sårade ett tjugotal och där gärningsmannen sedan sköts ihjäl av polis.

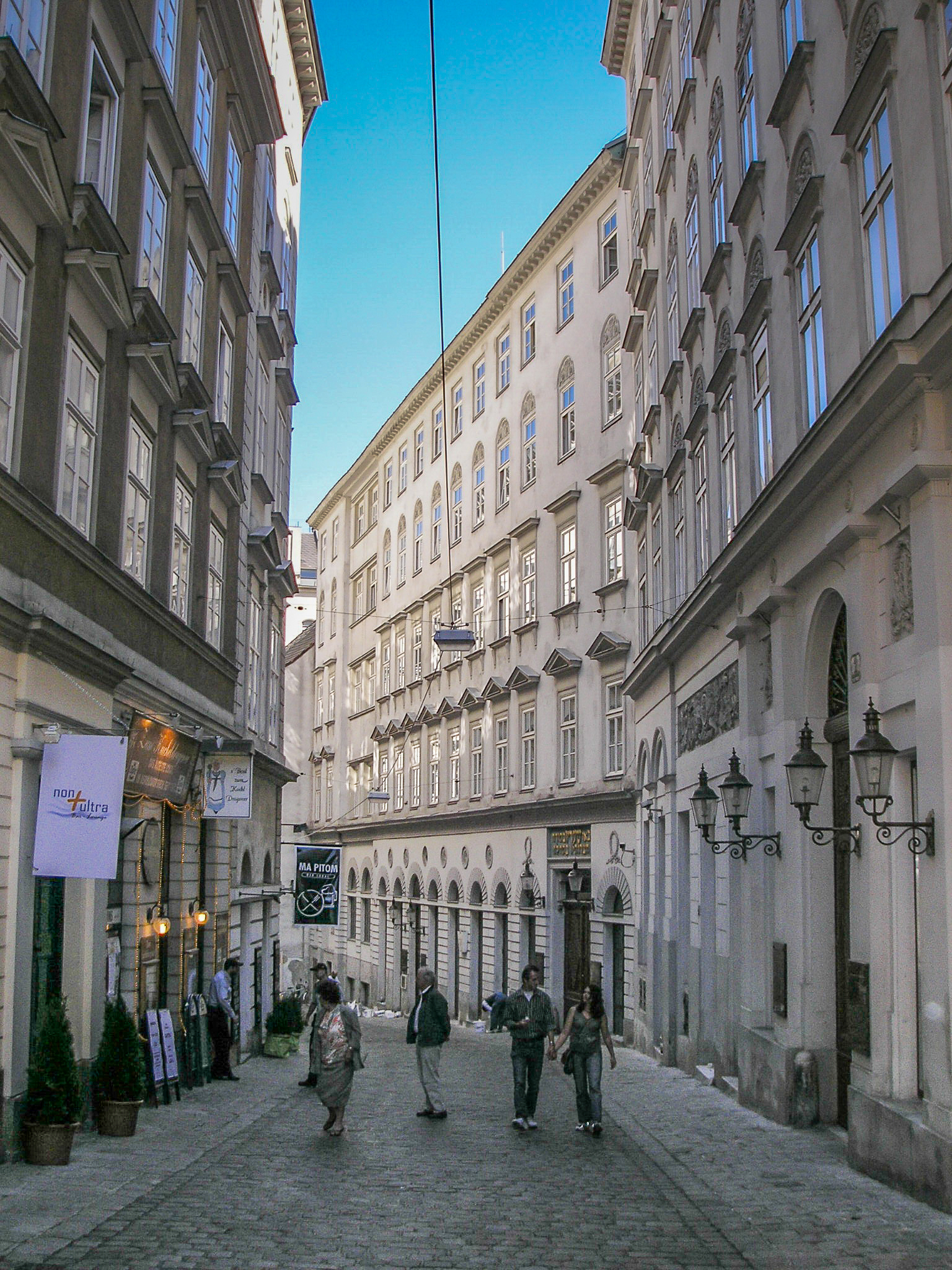
Synagogan Stadttempel i Wien

## Händelseförlopp
Attacken började den 2 november 2020 omkring 20:00 lokal tid vid Schwedenplatz, när en man började skjuta nära den gata där Wiens synagoga Stadttempel(de) är belägen. Inledningsvis kom rapporter om flera skyttar med automatkarbiner, där en av dem angavs bära ett bombbälte, men det reviderades sedan till en skytt.
Skjutningar skedde vid sex olika platser, alla nära den gata där Wiens synagoga Stadttempel är belägen. En av skjutningarna var slumpmässiga skott mot människor som satt på uteserveringar vid Judengasse och Seitenstettengasse i centrala Wien, där ovanligt många var ute de sista timmarna före nedstängningen vid midnatt på grund av nya covid-19-restriktioner. Flera av händelserna fångades på mobilfilm, bland annat där ett offer först skjuts med automatkarbin och därefter ett skott från nära håll med en pistol.
Inom tio minuter efter att attentatet påbörjats hade polisen skjutit en förövare som var beväpnad med automatkarbin, pistol och machete, och bar vad som liknade ett bombbälte. Polisen fortsatte därefter att söka efter fler förövare.
Kort efter attacken stod det klart att fyra civilpersoner skjutits till döds, och tjugotvå personer blivit skadade, varav sju allvarligt skadade. En av de skadade var en polisman. Enligt polisen var den angripare som sköts ihjäl en IS-sympasitör, och attacken ett islamistiskt terrordåd.
Den 3 november meddelade Österrikes inrikesminister att det inte fanns några tecken på att mer än en angripare varit inblandad i dådet, men tio-talet personer greps i följderna av det. Förbundskansler Sebastian Kurz beskrev händelserna som en "motbjudande terroristattack".
Attacken kan ha varit riktad mot Wiens synagoga Stadttempel, som dock var stängd vid tidpunkten för dådet. En vakt skadades allvarligt vid utsidan av synagogan.

## Åtgärder
En stor polisinsats gjordes kort efter attacken, och bland annat specialstyrkorna Cobra(de) och WEGA(de) kallades in för att eftersöka angripare. Specialstyrkor tog sig in i gärningsmannens lägenhet med hjälp av sprängämnen, och enheter från den österrikiska armén kallades in för att bevaka byggnader och platser i Wien. Väghinder sattes upp i stadskärnan, och skärpta gränskontroller infördes vid den näraliggande tjeckiska gränsen.
Inom några timmar evakuerades människor från näraliggande restauranger, barer och andra offentliga lokaler. Allmänheten uppmanades att undvika öppna platser och allmänna kommunikationer, och  spårvagns- och tunnelbanetrafiken stoppades i centrala stan. Polisen uppmanade även allmänheten via Twitter att inte lägga upp videofilmer och foton på sociala medier, utan sända dem till myndigheterna istället. Detta resulterade i att polisen fick in över 20 000 videofilmer från allmänheten efter attacken, och avdelade en grupp på 35 personer att undersöka detta material.

## Offer
Fyra personer dog i attentatet, två män och två kvinnor. Dessutom sköts angriparen till döds vid brottsplatsen av polisen. Tjugotvå andra personer skadades allvarligt, varav sju med livshotande skador, däribland en vakt vid synagogan samt en polis.

## Angripare
Angriparen identifierades som en 20-årig man vid namn Kujtim Fejzulai. Han sköts till döds klockan 20:09 lokal tid.
Fejzulai var född och uppväxt i Mödling söder om Wien, och bosatt i Sankt Pölten, 53 km väster om Wien. Hans föräldrar flyttade till Österrike från Nordmakedonien och de hade albanskt ursprung och han hade både österrikiskt och nordmakedonskt medborgarskap.
Han sympatiserade med terrororganisationen Islamiska staten och försökte ansluta sig till den när de försökte skapa en statsbildning i Syrien. Han greps när han försökte passera den turkiska gränsen och dömdes för det till 22 månaders fängelse för terroristaktivitet i april 2019. Han frigavs villkorligt i december 2019 efter att ha avtjänat åtta månader, där tiden förkortades på grund av hans låga ålder. En organisation som arbetar med radikaliserade muslimer gjorde en utredning och det har hävdats i lokala media att de i rapporter till myndigheter menade att han inte utgjorde någon fara i Österrike. Han var en av omkring nittio österrikiska islamister som ville åka till Syrien för att stödja Islamiska staten.
Islamiska staten (IS) tog på sig ansvaret för dådet dagen efter det inträffat, och beskrev angriparen som en "kalifatets soldat". De publicerade en bild och video, som de påstår föreställer angriparen, där han poserar med skjutvapen och en machete. De kallade honom Abu Dagnah Al-Albany i videon, där Al-Albany betyder ungefär "albanen".